# Can Sabater del Torrent
Can Sabater del Torrent és una masia de Terrassa (Vallès Occidental) protegida com a bé cultural d'interès local.